# لحظه تصمیم
لحظهٔ تصمیم (اسلوونیایی: Trenutki odločitve) یک فیلم درام سیاه‌وسفید اسلوونیایی است که در سال ۱۹۵۵ منتشر شد. از بازیگران این فیلم می‌توان به اِستانه سِـوِر و برت سوتلار اشاره کرد. این فیلم با دوبلهٔ فارسی در روز چهارشنبه دوم آبان ۱۳۶۳ از شبکه یک پخش شد.